# Parque-jardín botánico y robledal de Caldas de Reyes
El parque-jardín botánico y robledal de Caldas de Reyes (en gallego: Parque-xardín botánico e carballeira de Caldas de Reis) es un jardín botánico situado de forma lineal en los márgenes del río Umia, en Caldas de Reyes, comunidad autónoma de Galicia, España.
Está declarado Bien de Interés Cultural desde el 5 de septiembre de 1962.

## Historia
Su historia se remonta al año 1863, cuando estaban en auge los balnearios de aguas termales, lo que impulsó el proyecto de una Alameda en Caldas, que veinte años más tarde se convertiría en el Parque-jardín y robledal. 

## Colecciones
En este enclave se encuentran multitud de especies arbóreas, en su gran mayoría exóticas. Son de destacar su colección de camelias, siendo dignos de mención dos antiguos ejemplares de camellia japonica (Mathotiana Alba) de un considerable tamaño. Posee entre sus ejemplares cuatro árboles considerados Monumentos Naturales. 